# Jessica Gaffney
Jessica Gaffney (* 16. Mai 1996 in San Jose, Kalifornien) ist eine ehemalige US-amerikanische Beachvolleyballspielerin.

## Karriere

### Karriere Jugend und Universität
Die Kalifornierin startete ihre Karriere an der Great Oak High School (GOHS) in Temecula. Während ihrer Schulzeit war sie auch im Basketball und in der Leichtathletik aktiv. Sowohl als 400-m-Läuferin als auch im Hoch-, Weit- und Dreisprung unterstützte sie die GOHS. Zudem war sie zwei Jahre bei der USA Volleyball Junior Beach Tour im Einsatz und spielte vier Jahre lang Vereinsvolleyball. Mit dem Wolfpack, wie die Sportler der Ausbildungsstätte genannt wurden, schrieb sie als Senior Schulgeschichte, als sie die Mannschaft ungeschlagen zum Southwest League Titel führte und anschließend mit ihr ins CIF Semifinale einzog. Gaffney erhielt mehrere Auszeichnungen. So war sie als Sophomore im second-team all-league. In den folgenden beiden Jahren gehörte sie zum first-team all-Southwestern League.
2014 begann sie ihr Studium an der University of San Francisco. Für die Dons gelangen ihr als Freshman 202 erfolgreiche Angriffsschläge und 55 Blocks. Im Sand hatte sie 2015 mit Sara Staengle an Position zwei eine Bilanz von 11-11. In der Halle kamen als Sophomore im gleichen Jahr 156 kills, 165 digs, 41 Blocks und 24 Aufschlagasse hinzu. Nachdem sie 2016 auch ihre zweite Saison im Beachvolleyball an der USF mit 19 Siegen in 24 Spielen erfolgreich hinter sich gebracht hatte und für diese Leistung ins West Coast Conference All-Academic First Team gewählt worden war, wechselte sie noch im gleichen Jahr an die University of California. Auch hier fuhr die aus dem Santa Clara County stammende Athletin zweigleisig. In der Halle wurde sie als Junior in jeder Begegnung eingesetzt und schlug für die Golden Bears fünfzehn Aufschlagasse. In sieben Spielen gelang ihr eine zweistellige Anzahl an erfolgreichen Abwehraktionen, darunter zweimal die Saisonbestleistung von dreizehn. In ihrer dritten Beachsaison im Hochschulsport gehörte sie 2017 sechzehn Mal zum Duo, das an Position eins ans Netz ging. In ihrer letzten Hallensaison wurde sie hauptsächlich in der Abwehr eingesetzt und erarbeitete sich einen Platz im Pac-12 All-Academic Second Team. In der letzten Spielzeit im Sand kam 2018 die Ehrung für das First Team hinzu. Jessica Gaffney war entscheidend mit dafür verantwortlich, dass die Cal mit dem dritten Platz in der Pac-12-Liga und dem zwölften Gesamtrang im Land ihr bestes Resultat in ihrer Geschichte erreichte.

### Karriere AVP und FIVB
Gemeinsam mit Iya Lindahl stellte Gaffney bei ihrem ersten Start bei der AVP Tour einen Rekord in der amerikanischen Beachserie auf, als das Duo, das als Nummer 84 gesetzt war, sich in Hermosa Beach 2018 in vier Qualifikationsrunden behaupten konnte und so in das Hauptfeld einzog. Dies war zuvor noch keinem Team mit einer derart schlechten oder noch schlechteren Ausgangsposition gelungen. Im September der Saison gehörte die Zweiundzwanzigjährige mit Agnieszka Pregowska beim San Jose Invitational nach dem Sieg über Nicole Branagh / Lauren Fendrick zu den Top Sechs der Veranstaltung. Ein Jahr später kamen geteilte neunte Ränge bei den AVP Huntington Beach Open mit Molly Shaw und bei den FIVB Zhongwei Open mit Corinne Quiggle hinzu. Ihr erster und einziger Sieg bei einem professionellen Beachturnier gelang Jessica Gaffney mit Savvy Simo 2021, als die beiden die von der AVP und der California Beach Volleyball Association gemeinsam mit dem Austragungsort veranstalteten 66. Laguna Beach Open im Endspiel gegen die Zwillingsschwestern Teegan Van Gunst und Annika Rowland für sich entscheiden konnten. Eine Saison später erreichten Shaw und Gaffney bei den Denver Open sowie Letztere und Simo bei den Huntington Beach und Tavares Open die Runden der besten Sechs. Das wertvollste gemeinsame Resultat neben dem Sieg im Orange County gelang dem Duo im gleichen Jahr bei der World Pro Tour, als sie in beim Challenge in Dubai nach dem zweiten Rang im Pool das Achtelfinale für sich entscheiden konnten und so das Event auf dem geteilten fünften Platz beendeten. Eine weitere Viertelfinalteilnahme erkämpfte Jessica Gaffney mit Kelly Reeves im Juni 2024 beim AVP Turnier in Virginia Beach, bevor sie vier Monate später am Ort ihres größten Triumphs mit ihrer ersten Partnerin bei einem professionellen Beachwettkampf noch einmal im Achtelfinale stand und danach ihre Karriere beendete.

## Auszeichnungen
- 2016: West Coast Conference All-Academic First Team[3]
- 2918: Pac-12 All-Academic First Team[5]

## Persönliches
Die Sportlerin ist die Tochter von Tricia und Thomas Gaffney. An der USF studierte sie im Hauptfach Biologie. An der Cal schloss sie ihr Studium in Public Health mit einem Notendurchschnitt von 3,72 ab. 2023 machte sie eine Weiterbildung als Krankenpflegerin an der National University in Los Angeles.